# Saint-Gervais-sur-Couches
Saint-Gervais-sur-Couches è un comune francese di 211 abitanti situato nel dipartimento della Saona e Loira nella regione della Borgogna-Franca Contea.

## Società

### Evoluzione demografica
Abitanti censiti